# Walter Vaes
Walter Constant Renerus Vaes (né à Borgerhout le 12 février 1882 et mort à Anvers le 4 avril 1958) est un peintre, un graveur aquafortiste belge. Son champ pictural couvre les paysages, les natures mortes, ainsi que des vues de villes.
Lauréat du prix de Rome belge en peinture en 1904, il est ensuite considéré comme un représentant majeur du réalisme impressionniste tardif. Ses eaux-fortes évoluent vers un monde visionnaire et teinté d'atmosphère fantastique.

## Biographie
Walter (Walterus Constantinus Renerus) Vaes, naît à Borgerhout le 12 février 1882 de l'union de Richardus Basilius Vaes, cultivateur, et de Paulina Joanna Antonia Maria Claes. Sa mère, issue d'un milieu intellectuel anversois, est la fille du graveur Florent Claes. Il passe ses premières années à Liverpool, en Grande-Bretagne. Il reçoit sa formation artistique en peinture et en gravure sous la direction de Piet Verhaert, son oncle par alliance. À partir de 1900, il est étudiant à l'Académie royale des beaux-arts d'Anvers sous la direction de Albrecht De Vriendt. 
Pendant la Première Guerre mondiale, comme beaucoup d'autres artistes, il se réfugie à l'étranger, en l'occurrence dans la ville néerlandaise de Veere en Zélande. Il revient à Borgerhout au début de 1919 et expose dans de nombreux salons belges et étrangers, notamment à Pittsburgh en 1923, et l'année suivante à la Varsovie, à la Galerie nationale d'art Zachęta,. En 1924, il est nommé à l’Institut supérieur des beaux-arts d’Anvers et en 1938, il est élu à l’Académie royale flamande de Belgique des sciences et des arts. 
Walter Vaes meurt à Anvers, à l'âge de 76 ans le 4 avril 1958.

## Champ pictural
En 1903, il rejoint le groupe de graveurs anversois Eenigen, avant de faire partie du collectif L'Art Contemporain (Kunst van Heden). Lauréat du Prix de Rome belge en peinture en 1904, Walter Vaes, grâce à la bourse liée au prix, effectue son tour d'Italie, en partie en compagnie du peintre Jules Schmalzigaug.
Il peint principalement des paysages, des natures mortes, des portraits de petit format, ainsi que des fleurs. En tant que graveur, il réalise des paysages, d'abord italiens et méditerranéens, puis de la Flandre maritime et des Pays-Bas, ainsi que des vues de villes. Ses peintures demeurent attachées au réalisme, tandis que ses eaux-fortes évoquent parfois un monde visionnaire et teinté d'atmosphère fantastique, voire un univers monstrueux qui rappelle celui de James Ensor, ainsi que parfois, comme le reflète son Insecte malfaisant (1925) celui de Jérôme Bosch. 
En 1924, lors de l'exposition d'art contemporain, Le Soir publie : « L'œuvre gravée de Walter Vaes mériterait, à elle seule, une étude. C'est une révélation : quelques traits légers, sobres suffisent à l'artiste pour dire ce qu'il doit dire, et il le dit excellement », ainsi que parfois, comme le reflète son Insecte malfaisant (1925) celui de Jérôme Bosch. En 1925, à Varsovie, où il a envoyé plusieurs gravures, les compositions de Vaes sont jugées « nerveuses, dépouillées, angoissantes presque. »  Il est considéré comme un représentant majeur du réalisme impressionniste tardif,.

## Œuvres
Parmi ses œuvres, figurent :
- Grande illumination à Venise ;
- Hachoirs à viande à Venise ;
- Entrée du grand souk de Damas ;
- Le Port de Beyrouth ;
- Portrait de Mademoiselle Nelly Cuperus ;
- Portrait de Richard Vaes ;
- Willem au pull rouge.

## Dans les collections muséales
Les musées royaux des Beaux-Arts de Belgique conservent de Walter Vaes trois huiles sur toile : Bolets, Jambon d'Ardenne et Portrait d'une jeune fille. Le Musée universitaire de Louvain reçoit en don 150 estampes de Vaes en 2021. Plusieurs de ses œuvres sont également conservées en Europe, au British Museum et à Amsterdam.

## Honneurs
Walter Vaes est :
- Chevalier de l'ordre de Léopold (1923)[17].
- Officier de l'ordre de la Couronne (26 juillet 1930)[18].